# Tears in Heaven
Singles de Eric Clapton
Wonderful Tonight
(1991) Layla
(1992)
Tears in Heaven est une chanson écrite par Eric Clapton et Will Jennings sortie en 1992.

## Sujet
Le sujet en est la douleur ressentie par Clapton après la mort de son fils Conor, âgé de quatre ans, tombé d'une fenêtre du 53e étage d'un appartement new yorkais, le 20 mars 1991. Clapton, arrivé rapidement après l'accident, en est resté prostré pendant des mois.

## Albums
Tears in Heaven est présente sur Rush, la bande originale du film homonyme. La chanson est également présente sur l'album live Unplugged.

## Récompenses
Lors de la 35e cérémonie des Grammy Awards, Clapton reçoit le Grammy Award de l'enregistrement de l'année, le Grammy Award de la chanson de l'année et le Grammy Award du meilleur chanteur pop pour Tears in Heaven dans sa version live, Unplugged lui rapportant le Grammy Award de l'album de l'année.
Elle est également sélectionnée par le Rock and Roll Hall of Fame pour faire partie de la liste des 660 « chansons qui ont façonné le rock 'n' roll ».

## Classements
Il s'agit d'une des chansons de Clapton ayant eu le plus de succès en atteignant une deuxième place au Billboard Hot 100 le 28 mars 1992 et en restant 28 semaines dans le classement.
| Chart sur l'année (1992)    | Position |
| --------------------------- | -------- |
| U.S. Billboard Top 100-1992 | 6        |